# Lettisches Freilichtmuseum
Das Lettische Freilichtmuseum (lettisch Latvijas Etnogrāfiskais brīvdabas muzejs) liegt in einem Waldgebiet am Jugla-See in der lettischen Hauptstadt Riga. Es wurde 1924 als eines der ersten Freilichtmuseen Europas gegründet, von den skandinavischen Freilichtmuseumsgründungen beeinflusst, beherbergt heute 118 Gebäude der Volksarchitektur und ist damit eines der größten Freilichtmuseen Europas.

## Geschichte, Sammlungen und Veranstaltungen

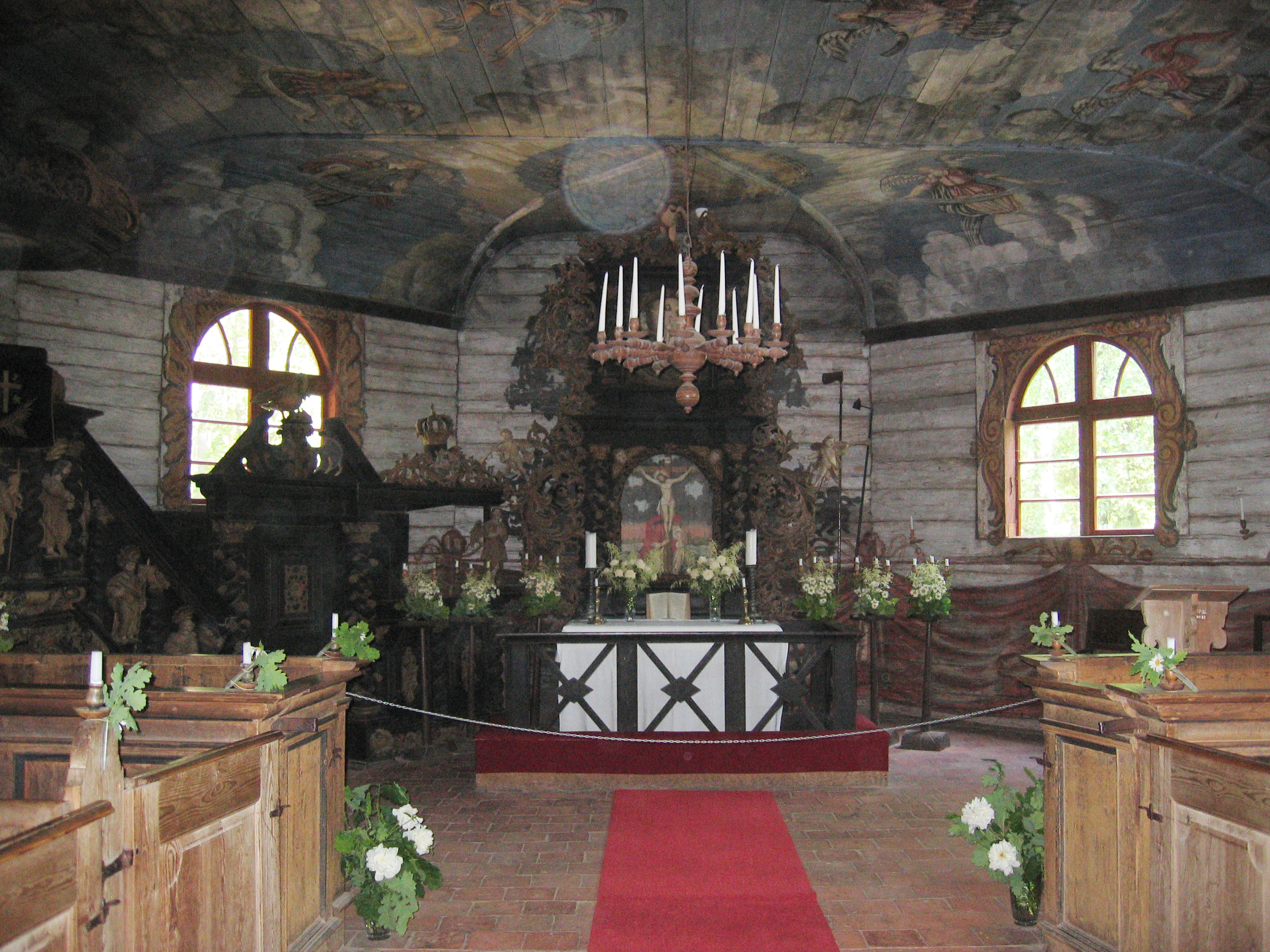
Innenansicht der Museumskirche

Die ursprüngliche Absicht war, aus den vier Regionen Lettlands Kurland, Semgallen, Livland und Lettgallen je ein Bauernhaus und Gebäude für unterschiedliche Handwerke zu zeigen. Das Museum wurde 1932 eröffnet. 1939 waren 40 Gebäude aufgebaut, 2013 waren es 118 Gebäude vom Ende des 17. Jahrhunderts bis in die erste Hälfte des 20. Jahrhunderts. Darunter befinden sich mehrere Windmühlen und Holzkirchen. Etwa 3000 Ausstellungsstücke werden darin gezeigt. Die gesamte Sammlung zählt etwa 114.000 Objekte. Neben den in das Museum übertragenen Gebäuden sind auf dem Museumsgelände zwei Gebäude, davon ein Fischerhaus in situ erhalten.
Das Museum ist das ganze Jahr geöffnet und bietet im Sommer wie im Winter verschiedene Benutzeraktivitäten und Veranstaltungen an. Im Winter kann man im Museum Langlaufen und Schlitten fahren. Seit 1971 findet alljährlich ein großer Handwerkermarkt statt. Das ganze Jahr über werden traditionelle Feste gefeiert.

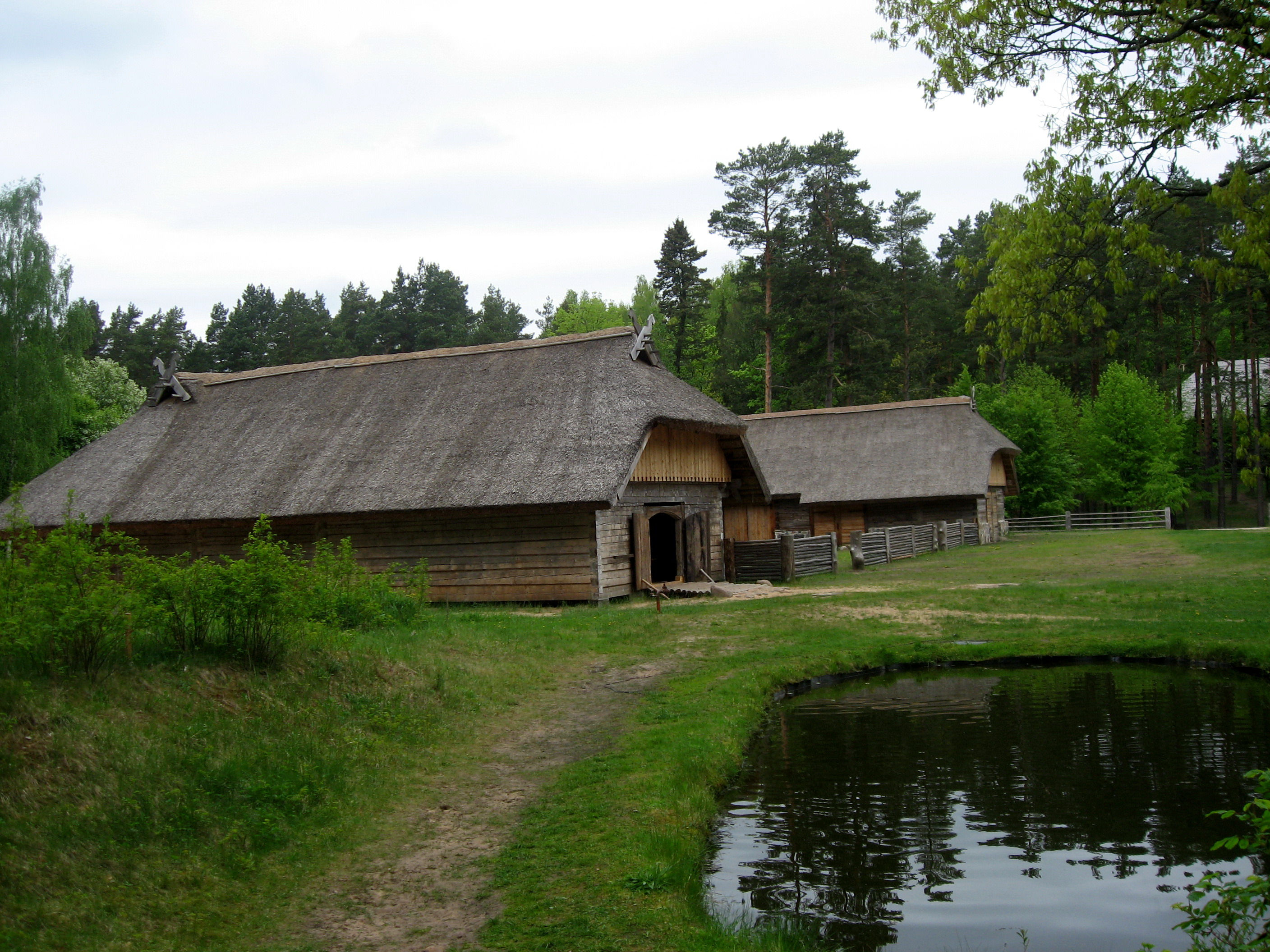